# Fatalism
Fatalismul se referă, în general, la una dintre următoarele idei:
- Doctrină care consideră că toate evenimentele din viața oamenilor sunt dinainte determinate și că totul se desfășoară sub forța implacabilă a destinului sau a providenței divine.
- O atitudine de resemnare în fața unor viitoare evenimente sau fapte care sunt considerate inevitabile.
- Că acceptarea este mai degrabă potrivită decât rezistența împotriva inevitabilității.
- Unii îl consideră același lucru cu determinismul.

## Vezi și
- Determinism
- Predestinare
- Teoria probabilităților